# Liste von Schuhmuseen
Schuhmuseum nennt man ein Museum, das Schuhe sammelt und/oder die Technik der Schuhherstellung präsentiert.
Die folgende Liste von Schuhmuseen enthält auch einige bedeutende Sammlungen in kulturhistorischen, technisch-gewerblichen, kunstgewerblichen und kunsthistorischen Museen sowie in Modemuseen.

## Liste der Schuhmuseen

### Deutschland
| Museum                                                                 | Ort               | Bundesland          |
| ---------------------------------------------------------------------- | ----------------- | ------------------- |
| Deutsches Schuhmuseum Hauenstein                                       | Hauenstein        | Rheinland-Pfalz     |
| Deutsches Schuhmuseum im Deutschen Ledermuseum                         | Offenbach am Main | Hessen              |
| Schuhmuseum im Schloss Neu-Augustusburg                                | Weißenfels        | Sachsen-Anhalt      |
| Fagus-Werk                                                             | Alfeld            | Niedersachsen       |
| Schrattsche Schuhsammlung im Heimatmuseum Oberstdorf                   | Oberstdorf        | Bayern              |
| Historisches Schuhmuseum Pflanz                                        | Landsberg am Lech | Bayern              |
| Museum der Stadt Butzbach mit Miniaturschuhmuseum                      | Butzbach          | Hessen              |
| Klever Schuhmuseum                                                     | Kleve             | Nordrhein-Westfalen |
| Salamander-Ausstellung integriert in das Schuhmuseum Hauenstein, Pfalz | Hauenstein        | Rheinland-Pfalz     |
| Miniaturschuhmuseum im Schuhhaus Georg Wessels                         | Vreden            | Nordrhein-Westfalen |
| Schuhmuseum im Alten Rathaus Pirmasens                                 | Pirmasens         | Rheinland-Pfalz     |

Die Deutsche Schuhstraße verbindet zahlreiche für das Schuhwesen wichtige Städte.

### Europa
| Museum                              | Ort              | Land                   | Anmerkungen                                                       |
| ----------------------------------- | ---------------- | ---------------------- | ----------------------------------------------------------------- |
| Bally-Schuhmuseum                   | Schönenwerd      | Schweiz                | eine der weltweit größten Sammlungen zu Geschichte und Ethnologie |
| Musée de la Chaussure Lausanne      | Lausanne         | Schweiz                |                                                                   |
| Musée International de la Chaussure | Romans-sur-Isère | Frankreich             | bedeutendes Museum mit 13.000 Exponaten                           |
| Museo del Calzado de Elda           | Elda             | Spanien                | Museo del Calzado de Elda                                         |
| Museo Salvatore Ferragamo           | Florenz          | Italien                | Museum des berühmten Schumachers                                  |
| Northampton Museum and Art Gallery  | Northampton      | Vereinigtes Königreich | bedeutende Sammlung der klassischen britischen Schuhmacherkunst   |
| SONS – Shoes Or No Shoes ?          | Kruishoutem      | Belgien                | Ethnografie und kulturelle Leitobjekte                            |
| The Shoe Museum                     | Street           | Vereinigtes Königreich | Museum der Schuhmacherfamilie Clark (Clarks-Schuhe)               |
| Wiener Schuhmuseum                  | Wien             | Österreich             | Geschichte des Schuhmacher- und Orthopädieschuhmacherhandwerks    |

### Außerhalb Europas
| Museum                                                               | Ort           | Land                | Anmerkungen                                                                     |
| -------------------------------------------------------------------- | ------------- | ------------------- | ------------------------------------------------------------------------------- |
| Bata Shoe Museum                                                     | Toronto       | Kanada              | bedeutendes Schuhmuseum mit 12.000 Objekten, Kulturgeschichte und Haute Couture |
| Chinesisches Schuhmuseum                                             | Si            | Volksrepublik China | traditionelle chinesische Schuhkultur                                           |
| Giant Shoe Museum am Pike Place Market                               | Seattle       | Vereinigte Staaten  | Schuh-Peep-Show                                                                 |
| Marikina Shoe Museum                                                 | Manila        | Philippinen         | 1500 Schuhe der Imelda Marcos                                                   |
| Museu do Calçado de Franca                                           | Franca        | Brasilien           | umfangreiche Sammlung der „Hauptstadt der Herrenschuhe“                         |
| Museu Nacional do Calçado (MNC)                                      | Novo Hamburgo | Brasilien           | mehr als 18.000 Exponate                                                        |
| Sapato e Arte                                                        | Canoas        | Brasilien           | Kunstausstellung                                                                |
| TUSPM Shoe Museum der Temple University School of Podiatric Medicine | Philadelphia  | Vereinigte Staaten  | Soziologie des Schuhetragens                                                    |

## Virtuelle Museen (Weblinks)
- Virtual Shoe Museum, William (Boy) Habraken, in Zusammenarbeit mit dem SONS Kruishoutem, umfangreiches Nachschlagewerk sortiert nach vielen Kriterien.
- Museu do Calçado de Birigüi, virtuelles Museum über die Schuhmacherei Brasiliens